# Francisco I. Madero, Tlapacoyan
Francisco I. Madero är en ort i Mexiko.   Den ligger i kommunen Tlapacoyan och delstaten Veracruz, i den sydöstra delen av landet, 210 km öster om huvudstaden Mexico City. Francisco I. Madero ligger 224 meter över havet och antalet invånare är 233.
Terrängen runt Francisco I. Madero är kuperad åt sydväst, men åt nordost är den platt. Runt Francisco I. Madero är det ganska tätbefolkat, med 100 invånare per kvadratkilometer. Närmaste större samhälle är Martínez de la Torre, 13,4 km öster om Francisco I. Madero. I omgivningarna runt Francisco I. Madero växer huvudsakligen savannskog.